# Thụy Ninh
Thụy Ninh là một xã thuộc huyện Thái Thụy, tỉnh Thái Bình, Việt Nam.
Xã có diện tích 7,63 km², dân số năm 1999 là 6937 người, mật độ dân số đạt 909 người/km².